# Radiodiffusion nationale de Guinée-Bissau
La Radiodiffusion nationale de Guinée-Bissau ( RDN ; en portugais : Radiodifusão Nacional da Guiné-Bissau ), également connue uniquement sous le nom de Radio nationale (en portugais : Rádio Nacional ), est une société de radiodiffusion publique de Guinée-Bissau, dont le siège social est situé à Bissau.
Le RDN exploite trois stations de radio dans le pays - Bissau (dans la banlieue de Nhacra), Catió et Gabu, en plus de plusieurs stations régionales et d'un service de diffusion international. Un réseau d'émetteurs permet à la radio de couvrir environ 80% du pays, en modulation de fréquence (91,5/104,0 FM).
Les émissions sont réalisées principalement en portugais et proposent également des programmes dans les langues nationales du pays, à savoir : créole, peul, balante, Sussu, mancagne, papel, bijago, felupe, mandinka, manjak, beafada, balanta mané, Pajadinka et Nalu.

## Historique
L'actuel RDN est né de la fusion de deux services de radiodiffusion importants qui étaient installés en Guinée-Bissau encore à l'époque coloniale et qui fonctionnaient avec des objectifs clairement divergents. Le plus ancien était le radiodiffuseur public d'État, appelé « Diffuseur officiel de la Guinée portugaise », créé en 1944, et ; l'autre service de radiodiffusion s'appelait « Radio Libération », lancé en 1964 à l'initiative de militants nationalistes qui luttaient pour l'indépendance de la Guinée-Bissau.
L'unification des services n'aura lieu qu'après l'indépendance, le 10 septembre 1974, sous l'administration d'Agnelo Regalla.

## Voir également
- Télévision de Guinée-Bissau